# Parlamentswahl in Monaco 2023
- UNM: 24

Die Parlamentswahl in Monaco 2023 zum Conseil National (Nationalrat) fand am 5. Februar 2023 in Monaco statt.

## Wahlsystem
Das Wahlvolk konnte entweder eine Wahlliste wählen oder Kandidaten mehrerer Wahllisten panaschieren. Anschließend waren die 16 Kandidaten mit den meisten Stimmen direkt in den Conseil National gewählt. Weitere acht Sitze wurden nach dem Verhältniswahlprinzip an die Parteien aufgeteilt, die mehr als fünf Prozent der Stimmen erhalten hatten.

## Ausgangslage
Waren bei der Nationalratswahl 2018 noch drei Parteien angetreten, so stellten 2023 nur noch zwei Parteien Listen auf: Die damals gewählten drei Parteien Priorité Monaco, Horizon Monaco und Union Monégasque schlossen sich im Oktober 2022 zur Union Nationale Monégasque (Monegassische Nationale Union) zusammen. Im Juli 2022 war Daniel Boeri aus seiner Partei (Priorité) ausgetreten und gründete im Oktober 2022 seine eigene Partei Nouvelles Idées pour Monaco (Neue Ideen für Monaco).

## Wahlergebnis
Die Union Nationale Monégasque konnte alle Parlamentssitze erringen. Zwar entfielen ca. 10 % der Stimmen auf die Partei Neue Ideen für Monaco, dies genügte jedoch nicht, um einen der Sitze zugeteilt zu bekommen.
| Bündnis                  | Bündnis                             | Stimmen | Stimmen | Stimmen | Sitze  | Sitze |
| Bündnis                  | Bündnis                             | Anzahl  | %       | +/−     | Anzahl | +/−   |
| ------------------------ | ----------------------------------- | ------- | ------- | ------- | ------ | ----- |
|                          | Monegassische Nationale Union (UNM) | 72.602  | 89,6    |         | 24     |       |
|                          | Neue Ideen für Monaco (NIM)         | 8.401   | 10,4    |         | 0      |       |
|                          |                                     |         |         |         |        |       |
| Gesamt                   | Gesamt                              | 81.003  | 100,0   |         | 24     |       |
|                          |                                     |         |         |         |        |       |
| Wahlbeteiligung          | Wahlbeteiligung                     | 4.348   | 57,26   |         |        |       |
| Wahlberechtigte          | Wahlberechtigte                     | 7.594   | 100,0   |         |        |       |
|                          |                                     |         |         |         |        |       |
| Quelle: Mairie de Monaco |                                     |         |         |         |        |       |